# Magnoliazanger
De magnoliazanger (Setophaga magnolia synoniem:Dendroica magnolia) is een vogel die behoort tot de familie van Amerikaanse zangers.

## Verspreiding en leefgebied
Hij broedt in het noordoostelijke deel van de Verenigde Staten en in de noordelijke delen van Canada. In de winter trekt de soort naar het zuiden en overwintert in het zuidoosten van Mexico, Midden-Amerika en het Caraïbisch gebied.